# Melinaea flavosignata
Melinaea flavosignata är en fjärilsart som beskrevs av Otto Staudinger 1885. Melinaea flavosignata ingår i släktet Melinaea och familjen praktfjärilar. Inga underarter finns listade i Catalogue of Life.